# Tenri
Tenri (天理市, Tenri-shi) est une ville de la préfecture de Nara sur l'île de Honshū au Japon.

## Histoire
Tenri a été la capitale du Japon de 488 à 498 (incertain) sous le règne de l'empereur Ninken au palais Isonokami Hirotaka,.

## Géographie

### Démographie
Lors du recensement national de 2010, la population de Tenri s'élevait à 69 864 habitants, répartis sur une superficie de 86,37 km2 (densité de population de 809 hab./km2). 
En janvier 2023, cette population s'élevait à 62 081 habitants.

## Patrimoine culturel

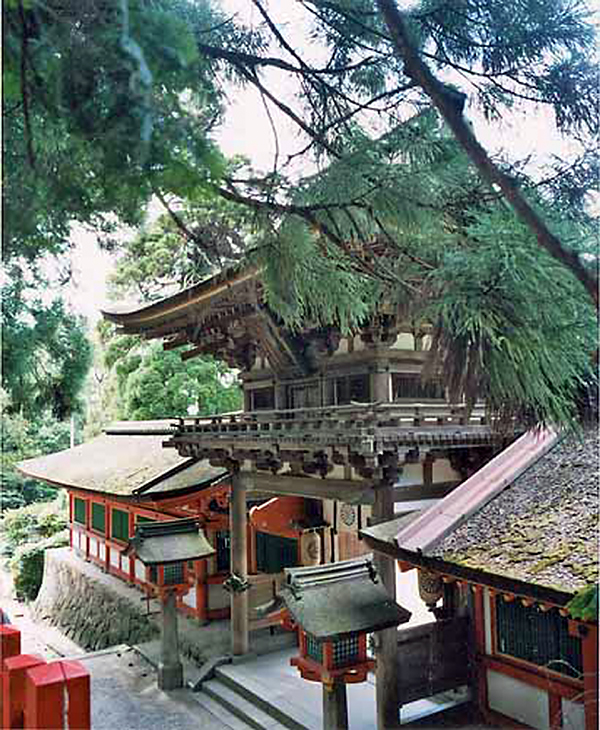
Porte du Isonokami-jingu.

Isonokami-jingū, un tombeau shintoïste d'importance religieuse, historique et artistique se trouve à Tenri. Le centre spirituel de la religion tenrikyō se trouve aussi à Tenri.

## Transports
Tenri est desservie par les lignes des compagnies JR West et Kintetsu. La gare de Tenri est la principale gare de la ville.

## Jumelages
- La Serena (Chili) depuis 1966
- Bauru (Brésil) depuis 1970
- Seosan (Corée du Sud) depuis 1991